# Lliga espanyola de bàsquet femenina 2019-2020
La Lliga Femenina Endesa 2019-20 fou la cinquanta-setena edició de la Lliga espanyola de bàsquet femenina. Se celebrà des del 28 de setembre de 2019 fins al maig de 2020 i fou organitzada per la Federació Espanyola de Basquetbol; tanmateix, a causa de l'esclat de la pandèmia de COVID-19 a Espanya la competició fou suspesa cautelarment el març de 2020 i finalitzada el maig de 2020. Es disputà en format de fase de regular a doble volta, amb un total de 26 jornades.

## Clubs participants
- RPK Araski
- Cadí la Seu
- Campus Promete
- Ciudad de la Laguna Tenerife
- Durán Maquinaria Ensino
- Embutidos Pajariel Bembibre PDM
- Lointek Gernika Bizkaia
- IDK Euskotren
- Mann-Filter Casablanca
- Nissan Al-Qázeres Extremadura
- Perfumerías Avenida
- Quesos El Pastor
- Spar Citylift Girona
- Valencia Basket

## Taula de resultats
| Casa \ Fora                     | ALQ    | ARA   | BEM   | CAD   | CAM   | DUR   | GIR   | IDK   | LOI   | MAN     | PER   | QUE   | TEN   | VAL   |
| ------------------------------- | ------ | ----- | ----- | ----- | ----- | ----- | ----- | ----- | ----- | ------- | ----- | ----- | ----- | ----- |
| Nissan Al-Qázeres Extremadura   | —      | 45–67 | 74–60 | 68–74 |       |       | 42–70 | 59–55 | 50–81 | 70–68   | 55–69 | 50–53 | 61–56 | 40–57 |
| RPK Araski                      |        | —     | 67–42 | 64–59 | 72–53 | 52–68 | 56–68 | 79–64 | 40–59 | 65–60   | 42–60 | 69–59 |       | 61–69 |
| Embutidos Pajariel Bembibre PDM | 72–42  | 53–66 | —     | 69–61 | 52–56 | 57–69 |       | 63–70 | 60–75 | 62–53   | 39–93 | 54–67 | 55–61 |       |
| Cadí la Seu                     | 91–50  | 61–59 | 77–81 | —     | 61–81 | 74–68 | 54–56 | 55–56 | 67–74 | 71–62   | 37–73 |       | 81–57 | 51–66 |
| Campus Promete                  | 49–51  | 59–51 | 57–49 | 59–78 | —     | 55–60 | 57–73 | 69–77 |       |         | 57–66 | 64–59 | 60–68 | 62–40 |
| Durán Maquinaria Ensino         | 100–52 | 68–72 |       | 60–68 | 76–55 | —     | 77–70 | 70–61 | 47–72 |         | 68–62 | 59–46 | 64–52 | 70–73 |
| Spar Citylift Girona            | 61–55  | 59–68 | 62–48 |       | 64–51 | 66–58 | —     | 53–55 | 65–68 | 52–40   | 60–55 | 61–48 |       | 67–52 |
| IDK Euskotren                   | 80–72  | 56–62 | 68–59 |       | 43–57 | 59–58 | 45–67 | —     |       | 61–62   | 58–82 | 66–76 | 71–72 | 57–58 |
| Lointek Gernika Bizkaia         | 66–59  |       | 60–55 | 66–43 | 74–57 | 67–48 | 60–69 | 67–70 | —     | 78–58   |       | 82–56 | 78–80 | 91–89 |
| Mann-Filter Casablanca          | 66–57  |       | 58–51 | 61–65 | 72–67 | 71–68 |       | 57–48 | 48–68 | —       | 53–84 | 83–75 | 74–66 | 42–69 |
| Perfumerías Avenida             |        | 70–46 | 87–50 | 71–61 |       | 80–50 | 57–68 |       | 63–59 | 74–45   | —     | 96–52 | 89–37 | 61–58 |
| Quesos El Pastor                | 64–67  | 63–65 |       | 60–76 | 67–64 | 73–79 | 31–65 | 73–67 | 62–70 | 103–102 | 63–82 | —     | 94–98 |       |
| Ciudad de la Laguna Tenerife    | 68–63  | 86–78 | 76–61 | 72–83 | 58–77 |       | 61–79 | 67–66 | 62–72 | 81–82   | 57–84 |       | —     | 75–58 |
| València Basket Club            | 66–48  | 64–62 | 56–53 |       | 76–32 | 95–49 | 62–73 |       | 66–63 | 74–64   | 57–82 | 62–49 | 69–71 | —     |

## Premis individuals
| MVP          | refs. | MVP Nacional  | refs. | Millor entrenador | refs. | MVP-23         | refs. |
| ------------ | ----- | ------------- | ----- | ----------------- | ----- | -------------- | ----- |
| Tinara Moore | [ 3 ] | Queralt Casas | [ 4 ] | Madelen Urieta    | [ 5 ] | Raquel Carrera | [ 6 ] |

| Quintet ideal    | Quintet ideal | Quintet ideal | Quintet ideal   | Quintet ideal | Quintet ideal |
| Base             | Base          | Aler          | Aler            | Pivot         | refs.         |
| ---------------- | ------------- | ------------- | --------------- | ------------- | ------------- |
| Sílvia Domínguez | Queralt Casas | Julie Wojta   | Tanaya Atkinson | Tinara Moore  | [ 7 ]         |

| MVP de la jornada | MVP de la jornada   | MVP de la jornada             | MVP de la jornada | MVP de la jornada | MVP de la jornada  | MVP de la jornada       | MVP de la jornada       | MVP de la jornada | MVP de la jornada | MVP de la jornada |
| Jor.              | MVP                 | Club                          | Val.              | refs.             |                    | Jor.                    | MVP                     | Club              | Val.              | refs.             |
| ----------------- | ------------------- | ----------------------------- | ----------------- | ----------------- | ------------------ | ----------------------- | ----------------------- | ----------------- | ----------------- | ----------------- |
| 1                 | Brittany McPhee     | Quesos El Pastor              | 32                |                   | 14                 | Tamara Seda             | RPK Araski              | 31                |                   |                   |
| 2                 | Lyndra Weaver       | Ciudad de La Laguna Tenerife  | 28                |                   | 15                 | Toch Sarr               | IDK Euskotren           | 28                |                   |                   |
| 3                 | Tanaya Atkinson     | Ciudad de La Laguna Tenerife  | 36                |                   | 16                 | Nikolina Milić          | Lointek Gernika Bizkaia | 28                |                   |                   |
| 4                 | Brittany McPhee (2) | Quesos El Pastor              | 28                |                   | 17                 | Atonye Nyingifa (2)     | Durán Maquinaria Ensino | 27                |                   |                   |
| 5                 | Brittany McPhee (3) | Quesos El Pastor              | 37                |                   | 17                 | Shereesha Richards      | Durán Maquinaria Ensino | 27                |                   |                   |
| 5                 | Lyndra Weaver (2)   | Ciudad de La Laguna Tenerife  | 37                | 18                | Nikolina Milić (2) | Lointek Gernika Bizkaia | 33                      |                   |                   |                   |
| 6                 | Cierra Dillard      | Mann Filter Casablanca        | 28                |                   | 19                 | Nikolina Milić (3)      | Lointek Gernika Bizkaia | 28                |                   |                   |
| 7                 | Magali Mendy        | Spar CityLift Girona          | 28                |                   | 20                 | Atonye Nyingifa (3)     | Durán Maquinaria Ensino | 26                |                   |                   |
| 7                 | Magali Mendy        | Spar CityLift Girona          | 28                | Tamara Seda (2)   | 20                 | Campus Promete          |                         | 26                |                   |                   |
| 7                 | Magali Mendy        | Spar CityLift Girona          | 28                | Tinara Moore (3)  | 20                 | Cadí La Seu             |                         | 26                |                   |                   |
| 8                 | Tinara Moore        | Cadí La Seu                   | 32                |                   | 21                 | Quinn Dornstauder (2)   | Quesos El Pastor        | 28                |                   |                   |
| 9                 | Blake Dietrick      | Lointek Gernika Bizkaia       | 29                |                   | 22                 | Ariel Edwards           | IDK Euskotren           | 28                |                   |                   |
| 9                 | Blake Dietrick      | Lointek Gernika Bizkaia       | 29                | Laura García      | 22                 | IDK Euskotren           |                         | 28                |                   |                   |
| 9                 | Meiya Tireira       | Valencia Basket               | 29                | Laura Cornelius   | 22                 | Quesos El Pastor        |                         | 28                |                   |                   |
| 9                 | Meiya Tireira       | Valencia Basket               | 29                | Merritt Hempe     | 22                 | Mann Filter Casablanca  |                         | 28                |                   |                   |
| 10                | Quinn Dornstauder   | Quesos El Pastor              | 39                |                   | 23                 |                         |                         |                   |                   |                   |
| 11                | Atonye Nyingifa     | Durán Maquinaria Ensino       | 31                |                   | 24                 |                         |                         |                   |                   |                   |
| 12                | Tinara Moore (2)    | Cadí La Seu                   | 40                |                   | 25                 |                         |                         |                   |                   |                   |
| 13                | Jennie Simms        | Nissan Al-Qázeres Extremadura | 27                |                   | 26                 |                         |                         |                   |                   |                   |
| 13                | Leia Dongue         | Campus Promete                | 27                |                   | 26                 |                         |                         |                   |                   |                   |

## Estadístiques
| # | Màxima anotadora | Màxima anotadora | Màxima anotadora | Màxima anotadora | Rebots          | Rebots | Rebots | Rebots | Assistències        | Assistències | Assistències | Assistències |
|   | Jugadora         | PT               | P                | PPP              | Jugadora        | RT     | P      | RPP    | Jugadora            | AT           | P            | APP          |
| - | ---------------- | ---------------- | ---------------- | ---------------- | --------------- | ------ | ------ | ------ | ------------------- | ------------ | ------------ | ------------ |
| 1 | Tanaya Atkinson  | 411              | 21               | 19,57            | Vanessa Gidden  | 191    | 22     | 8,68   | Sílvia Domínguez    | 124          | 22           | 5,64         |
| 2 | Leia Dongue      | 357              | 22               | 16,23            | Érika de Souza  | 160    | 19     | 8,42   | Aleksandra Stanacev | 107          | 22           | 4,86         |
| 3 | Tinara Moore     | 337              | 22               | 15,32            | Atonye Nyingifa | 177    | 22     | 8,05   | Laia Palau          | 96           | 22           | 4,36         |
| 4 | Brittany McPhee  | 327              | 22               | 14,86            | Leia Dongue     | 175    | 22     | 7,95   | Anna Gómez          | 87           | 22           | 3,95         |
| 5 | Jennie Simms     | 322              | 22               | 14,84            | Lyndra Weaver   | 157    | 20     | 7,85   | Queralt Casas       | 81           | 22           | 3,68         |